# Saint-Léomer
Saint-Léomer – miejscowość i gmina we Francji, w regionie Nowa Akwitania, w departamencie Vienne.
Według danych na rok 1990 gminę zamieszkiwało 205 osób, a gęstość zaludnienia wynosiła 7 osób/km² (wśród 1467 gmin regionu Poitou-Charentes, Saint-Léomer plasuje się na 793. miejscu pod względem liczby ludności, natomiast pod względem powierzchni na miejscu 180.).